# Дерби (обувь)
Дерби (англ. derby shoes) — это полуботинки с открытой шнуровкой, на которых берцы нашиты поверх союзки. Проще говоря, боковые стороны таких туфель пришиты поверх передней части, поэтому когда шнурки развязаны, боковины свободно расходятся (их можно отогнуть практически на 180 градусов). Эта модель обуви может быть как с перфорацией, так и без неё.
При прочих равных дерби являются менее официальными туфлями, чем оксфорды. Кроме того, по сравнению с оксфордами они в большей степени визуально увеличивают стопу, но при этом лучше подходят людям с высоким подъёмом стопы.
В США дерби зачастую называют блучерами (англ. bluchers), хотя с точки зрения классической терминологии есть разница между блучерами и дерби. Блучеры – это туфли с открытой шнуровкой, на которых дырочки для шнурков располагаются на маленьких кусочках кожи, пришитых поверх союзки (передка), в то время как на дерби дырочки для шнурков находятся на больших боковинах, пришитых поверх союзки (передка).

## История
Туфли дерби появились более ста лет назад, однако точная дата их появления неизвестна. Одни эксперты предполагают, что подобная обувь была изобретена ещё при двенадцатом графе Дерби, который жил в 1752-1834 годах. Другие считают, что дерби появились лишь при четырнадцатом графе Дерби, который жил в 1799-1869 годах и был весьма тучным, так что вполне мог испытывать проблемы с надеванием узких классических ботинок.
Название модели – «дерби» – связано с одним из этих графов. Первое письменное упоминание термина derby по отношению к обуви датируется 1862 годом, но в соответствующем тексте под «дерби» имелись в виду ботинки; этот же термин по отношению к туфлям впервые был употреблен в 1872 году.
Стоит добавить, что некоторые люди в качестве синонима слова «дерби» используют термин «блюхеры» / «блучерс» (bluchers). Он появился благодаря прусскому фельдмаршалу Блюхеру, участвовавшему в битве при Ватерлоо. Согласно легенде, солдаты армии Блюхера носили ботинки с открытой шнуровкой, который был инициатором этого нововведения.

## Разновидности
Есть несколько видов туфель с открытой шнуровкой:
- Дерби (derby) – в широком смысле это любые туфли с открытой шнуровкой; в более узком смысле это туфли с открытой шнуровкой, на которых дырочки для шнурков располагаются на больших боковинах, пришитых поверх союзки (передка);
- Блюхеры / блучеры (bluchers) – в широком смысле это синоним дерби; в более узком смысле это туфли с открытой шнуровкой, на которых дырочки для шнурков располагаются на маленьких кусочках кожи, пришитых поверх союзки (передка);
- Дерби с простыми мысами (plain toe derby) – мысы на таких туфлях не отделены от союзки (передка) какими-либо швами;
- Дерби с отрезными мысами (cap toe derby) – мысы на таких туфлях отделены от союзки (передка) одним или двумя швами. При прочих равных эта модель считается менее официальной, чем дерби с простыми мысами.
- Дерби с раздвоенными (норвежскими) мысами (Norwegian toe derby / split toe derby) – туфли с открытой шнуровкой и полукруговым швом на мысах и союзке; передний край шва соединяется с передним краем подошвы ещё одним коротким швом. Если шов выполнен снаружи и приподнят, то туфли именуются норвежскими (Norwegian), а если изнутри, то алгонкуинами (Algonquin).

Стоит добавить, что на дерби может присутствовать декоративной перфорация (брогирование); в этом случае их можно называть ещё и брогами.

## Правила ношения
Дерби менее официальны, чем оксфорды, но при этом могут выглядеть довольно строго. Черные, тёмно-коричневые и тёмно-бордовые дерби из гладкой кожи без декоративной перфорации (брогирования) подходят к деловым костюмам, но их же можно носить и с непарными брюками, и с тёмными джинсами. Соответственно, такая мужская обувь является очень универсальной, потому что она годится как для офиса, так и для различных неформальных мероприятий. При этом со смокингами, фраками и визитками дерби надевать не следует.
Декоративная перфорация снижает степень официальности дерби; если на туфлях её много, то их лучше всего носить с джинсами, чиносами, непарными брюками и неофициальными костюмами (например, из твида). Кроме того, степень официальности уменьшают светлые цвета и фактурные материалы (в частности, зернистая кожа, которая заодно ещё и делает туфли более «зимними»). Любые дерби плохо смотрятся с шортами и спортивными штанами. Без носков эти туфли иногда носят, но консерваторы считают такое сочетание неуместным.
Стоит добавить, что с одеждой из тонких и гладких тканей хорошо гармонируют не все дерби, так как при прочих равных они кажутся немного более массивными и менее изящными, чем оксфорды. Элегантные и сравнительно узкие дерби зачастую оснащены всего двумя-тремя парами дырочек для шнурков и особенно популярны во Франции. Впрочем, модели с пятью-шестью парами дырочек для шнурков тоже могут выглядеть элегантно и стильно.

## Производители и бренды
Дерби имеются в ассортименте множества различных брендов. Среди именитых и добросовестных марок можно упомянуть следующие:
- Англия: Alfred Sargent, Barker, Cheaney, Crockett & Jones, Edward Green, Grenson, John Lobb, Loake, Tricker's
- Испания: Berwick, Carmina, Cordwainer, Michel, Yanko
- Италия: A.Testoni, Barbanera, Enzo Bonafe, Franceschetti, Moreschi, Paolo Scafora, Santoni, Silvano Sassetti, Stefano Bemer, Sutor, Velasca
- Португалия: Carlos Santos, Mariano
- Франция: Aubercy, Corthay, J.M.Weston, Paraboot
- Швейцария: Matt Paker